# Драгалевський монастир
Драгалевськиймонастир (болг. Драгалевски манастир) — жіночий православний монастир у Болгарії. Розташований у 3 км від Софії поблизу з підніжжям гори Вітоша. Престольним святом для монастиря є Успіння Богородиці (15 серпняза юліанським календарем).

## Історія монастиря
Заснування монастиря відносять до 1345 року та приписують болгарському царю Івану Александру. Під час турецького завоювання Болгарії монастир не був зруйнований, однак на деякий час втратив своїх жителів. У XV–XVII століттях Драгалевський монастир, як частина так званої «Софійської святої гори», був освітнім та культурним центром країни, в ньому працювала книжкова школа.
Монастир узяв активну участь у національно-визвольному русі проти турецьких загарбників, що набув розвитку в Болгарії у XIX столітті. Геннадій, який на той час був настоятелем монастиря, був соратником революціонера Васила Левскі.

## Монастирські будівлі
- Церква БогоматеріВітошки

Зведена 1476 року як кафолікон монастиря. Церква виконана як двонефна базиліка з притвором, є відкритий нартекс. Церква прикрашеначисленними фресками, з яких до первинного розпису належать зображення донатора Радослава Мавара та його родини. У XVII столітті центральна частина церкви була вкрита новими фресками, притвор було прикрашено композиціями «Страшний Суд» і «Хрещення Господнє». Наприкінці XVIII століття для церкви було виготовлено різний дерев'яний іконостас із позолотою.
- «Нова церква» — добудована 1932 року до північної стіни кафолікону.
- Келійні корпуси — дво- та чотириповерхові келійні корпуси збудовані у другій чверті XX століття та розраховані на велику кількість жителів, але на початку XXI століття в монастирі окрім ігуменки проживають тільки 3 черниці та 2 послушниці.